# Albuñuelas
Albuñuelas est une municipalité d'Espagne de la province de Grenade, Communauté autonome d'Andalousie.
Située au pied de la Sierra Nevada, elle est composée en trois quartiers:
- Le Haut avec la mairie, l'église paroissiale du Salvador, de moitié du XVIIIe siècle et une construction d'époque médiévale la Tour del Tío Bayo
- Le Bas avec l'ermitage dédié à San Sebastián de inicios, du XVIe siècle
- Et Le Coteau, la zone d'actuelle croissance.

## Démographie
| 1930  | 1940  | 1950  | 1960  | 1970  | 1981  | 1991  | 1996  | 2001  |
| ----- | ----- | ----- | ----- | ----- | ----- | ----- | ----- | ----- |
| 2 472 | 2 413 | 2 426 | 2 300 | 1 980 | 1 595 | 1 367 | 1 329 | 1 156 |

| 2004  | 2005  | 2007  | 2008  | 2011 | - | - | - | - |
| ----- | ----- | ----- | ----- | ---- | - | - | - | - |
| 1 100 | 1 102 | 1 063 | 1 037 | 956  | - | - | - | - |

## Villes limitrophes
- Restabal
- Cozvijar
- El Padul
- Jayena
- Otívar
- Lentegí
- Guaja de Faragüilt

## Sources
- (es) Cet article est partiellement ou en totalité issu de l’article de Wikipédia en espagnol intitulé « Albuñuelas » (voir la liste des auteurs).